# Stichting Oude Gelderse Kerken

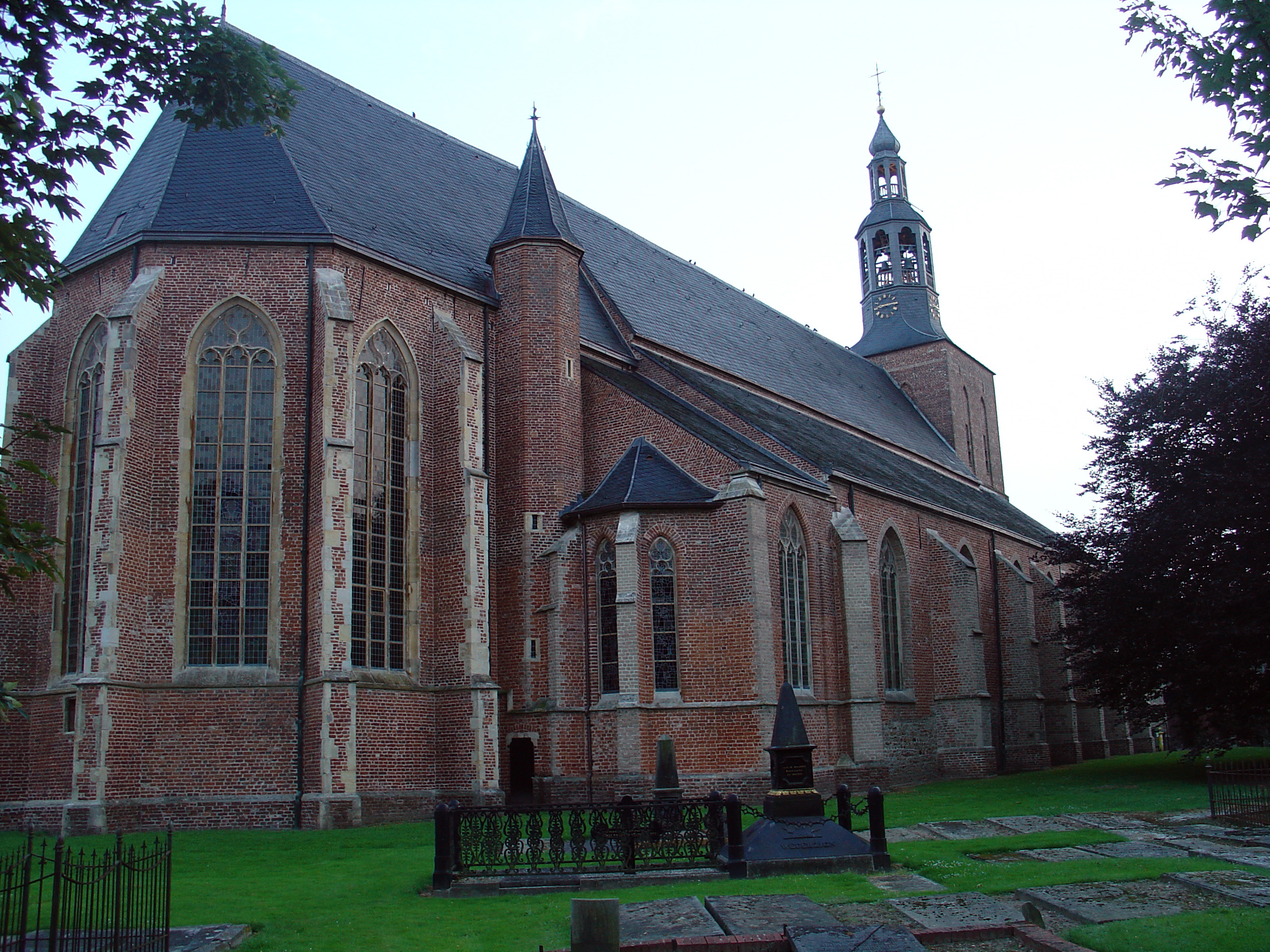
Hervormde Calixtuskerk

De Stichting Oude Gelderse Kerken (SOGK) is een stichting die zich ten doel stelt om oude kerkgebouwen in Gelderland te behoeden voor sluiting en verval. Door de gebouwen een nieuwe functie te geven en te exploiteren, of met subsidie van de stichting te ondersteunen, is het soms mogelijk een in financiële nood verkerende kerk te helpen. Hierdoor kan een kerk zijn religieuze functie blijven vervullen, en tegelijk een nieuwe taak voor de gemeenschap vervullen. Ook kunnen doelgroepen zoals kinderen op deze manier kennismaken met kerkgebouwen.
De stichting, die in 1974 werd opgericht, beheert diverse monumentale kerken, één synagoge en meerdere torens in Gelderland. Een lokale commissie verzorgt in elk van de plaatsen de exploitatie en promotie van het gebouw. De SOGK heeft ruim 1500 donateurs, voor wie de stichting het kwartaalblad Venster uitgeeft.

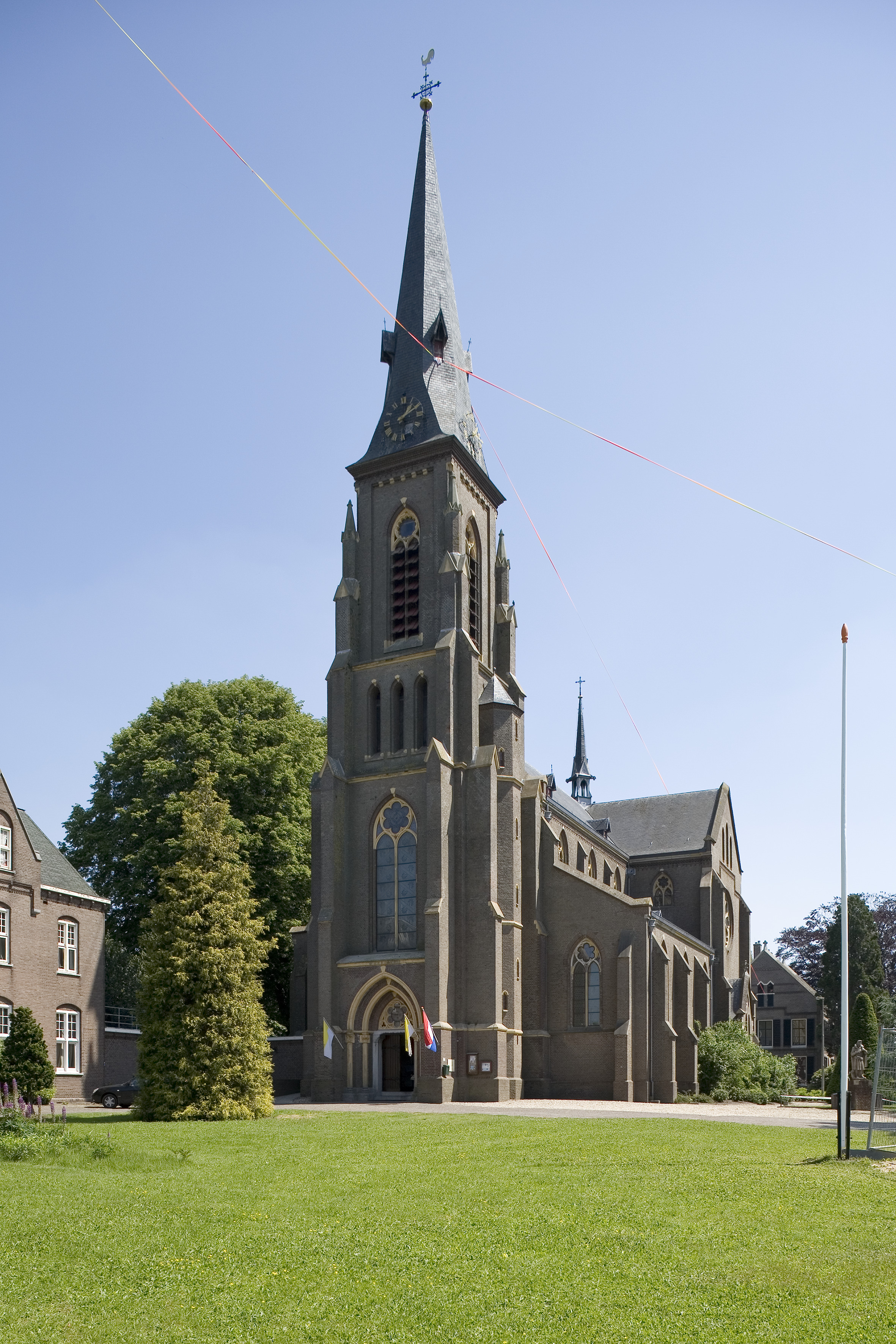
Vooraanzicht van de Sint-Antoniuskerk, sinds 2009 in beheer bij de Stichting Oude Gelderse Kerken, die de kerk verhuurt aan het Heiligenbeeldenmuseum

## Beheerde gebouwen
- Dorpskerk, Aerdt
- De Sint-Victorkerk, Batenburg
- Kapel van Bronkhorst, Bronkhorst
- Sint-Lambertuskerk, Buren
- Oude Ettense Kerk, Etten
- Oude Calixtuskerk, Groenlo
- Kluntjespot, Haarlo
- Dorpskerk, Hoog-Keppel
- Sint-Lambertuskerk, Kerk-Avezaath
- Sint-Antoniuskerk, Kranenburg
- Hervormde kerk, Leur
- Martinuskerk, Rijswijk
- Sint-Remigiuskerk, Steenderen
- Sint-Joriskerk, Voor-Drempt
- Grote Kerk (Wageningen), Wageningen
- Walburgiskerk, Zutphen
- Synagoge, Zutphen

## Beheerde torens
- Toren van de Remigiuskerk, Hengelo
- Toren van de Nederlands Hervormde kerk, Hummelo
- Toren van de Dorpskerk, Vorden